# リーア・ルイス
リーア・マリー・リャン・ルイス（Leah Marie Liang Lewis、1996年12月9日 - ）は、中華人民共和国生まれのアメリカの女優である。

## 来歴
1996年12月9日に中華人民共和国の上海市に生まれる。生後8か月のとき孤児院から引きとられ、フロリダ州ウィンダミアで育った。彼女の妹であるリディアは、のちに同じ孤児院から養子として引き取られた。両親のフレデリック・ルイスとロレイン・ルイスはともに不動産業者。

## 私生活
2016年5月に歌手で俳優のペイソン・ルイスと交際を開始。 偶然に交際相手も同じ苗字である。
俳優以外に歌手としても活動しており、ギターが弾ける。また、写真を撮るのも趣味。
1. ↑  “Leah Lewis” (英語).   Timid Magazine. 2023年10月7日閲覧。
2. ↑  “Leah Lewis Biography & Movies” (英語).   tribute.ca. 2023年10月7日閲覧。
3. ↑  Phillips, Hedy (2020年4月27日). “Leah Lewis Has Been With Her Boyfriend For Years” (英語). POPSUGAR Celebrity. 2023年10月7日閲覧。
4. ↑  “Who is Leah Lewis dating? Is Payson Lewis her boyfriend?” (英語). PopBuzz. 2023年10月7日閲覧。
5. ↑  Phillips, Hedy (2020年4月24日). “6 Fascinating Facts About Leah Lewis That'll Get You Excited to See Her in The Half of It” (英語). Popsugar. 2023年12月28日閲覧。
6. ↑  Rosenberg, Lizzy (2020年4月10日). “Ellie Chu in 'The Half of It' Is Leah Lewis' Breakout Role” (英語). Distractify. 2023年12月28日閲覧。

## 出演作品

### 映画
- 南京 (Nanking, 2007)
- フレッド 3: キャンプ・フレッド (Fred 3: Camp Fred, 2012)（テレビ映画）
- ハーフ・オブ・イット: 面白いのはこれから (The Half of It, 2020)
- 強盗を阻止する方法 (How to Deter a Robber, 2020)
- マイ・エレメント (Elemental, 2023)（声優）
- ガーディアンと魔法の虎 (The Tiger's Apprentice, 2024)（声優）

### テレビドラマ
- The New Adventures of Old Christine (2006)
- パルーザビル (Paloozaville, 2006)
- マディソン高校 (Madison High, 2012)
- 超ゲーマー伝説 ぼくらの裏ワザ青春白書 (Gamer's Guide to Pretty Much Everything, 2015-2016)
- いつだってベストフレンド (Best Friends Whenever, 2016)
- Light as a Feather (2018)
- グッド・ドクター 名医の条件 (The Good Doctor, 2018)
- Charmed (2018)
- STATION 19 (2018-2019)
- ギフテッド 新世代X-MEN誕生 (The Gifted, 2019)
- 少女探偵ナンシー (Nancy Drew, 2019-2023)
- バットウィール (Batwheels, 2022)（声優）
- マトロック(Matlock, 2025)

### ウェブシリーズ
- Sing It! (2016)
- Guidance (2016)
- 私の死んだ元彼 (My Dead Ex, 2018)

### 音楽
- Love Generation (2005)